# كيفين ليفينجستون
كيفين ليفينجستون (بالإنجليزية: Kevin Livingston)‏ مواليد 24 مايو 1973، هو دراج أمريكي سابق في صنف سباق الدراجات على الطريق.

## وصلات خارجية
- الموقع الرسمي

## روابط خارجية
- كيفين ليفينجستون على موقع أرشيف الدراجات (الإنجليزية)
- كيفين ليفينجستون على موقع إحصائيات الدراجات الإحترافية (الإنجليزية)
- كيفين ليفينجستون على موقع نسبة الدراجات (الإنجليزية)
- كيفين ليفينجستون على موقع CycleBase (الإنجليزية)